# Psilocybe coprophila
Psilocybe coprophile
Espèce
Psilocybe coprophila, le Psilocybe coprophile, est une espèce de champignons du genre Psilocybe dans la famille des Strophariaceae. Il est toxique, coprophile et saprophyte. Il se nourrit d'excréments animaux (coprophagie). 

## Systématique
Le nom correct complet (avec auteur) de ce taxon est Deconica coprophila (Bull.) P.Karst..
L'espèce a été initialement classée dans le genre Agaricus sous le basionyme Agaricus coprophilus Bull..

### Synonymes
Deconica coprophila a pour synonymes :
- Agaricus coprophilus Bull.
- Deconica coprophila (Bull.) Fr.
- Geophila coprophila (Bull.) Anon.
- Geophila coprophila (Bull.) Quél.
- Psilocybe coprophila var. vomitiicola Killerm.
- Psilocybe coprophila (Bull.) P.Kumm.
- Stropharia coprophila (Bull.) J.E.Lange

### Étymologie
L'origine étymologique de l'adjectif coprophile est kopros, le mot grec désignant l'excrément et phil qui signifie "qui aime".

## Description
Chapeau et stipe brun crème. Odeur d'herbe.

## Habitat
Excréments d'animaux.